# Magda Karina
Magdalena Karina Ancira Descalzó (Ciudad de México, 27 de julio de 1968), simplemente conocida como Magda Karina, es una actriz mexicana de cine, teatro y televisión.

## Biografía y carrera
Nació el 27 de julio de 1968. Es hija de la actriz y directora Karina Duprez (Karina Descalzó) y nieta de la también actriz Magda Guzmán y del director de teatro Julián Duprez (Emanuel Descalzó). Por el matrimonio de su madre con el primer actor Carlos Ancira, se convirtió en hija adoptiva de este.
Comenzó su carrera como actriz siendo todavía una niña, debutando en teatro a los dieciséis años de edad en la obra El soldadito de plomo, dirigida y adaptada por su madre Karina Duprez, en donde el también debutante Demián Bichir llevaba el protagónico. En televisión debutó en la telenovela Déjame vivir en 1982 interpretando a la hermana menor de Daniela Romo. Después trabajó en telenovelas como Amalia Batista, Guadalupe (donde volvió a compartir escena con Demián Bichir), y Cicatrices del alma. 
Ganó reconocimiento en 1986 al intervenir en la célebre telenovela Cuna de lobos. Allí interpretó a Lucero Espejel, una joven que se convertía en la colaboradora de Bertha (Rosa María Bianchi) en su afán por desenmascarar a la célebre villana Catalina Creel interpretada por María Rubio. 
Continuó con una destacada carrera en televisión, participando en telenovelas como Rosa salvaje, Dos vidas, El cristal empañado (en ambas con su madre y su abuela en el reparto, aunque sus personajes jamás se relacionaron), Amor de nadie y Valeria y Maximiliano. Se retira por un tiempo de las telenovelas hasta que Ernesto Alonso la llama para participar en la telenovela histórica La antorcha encendida, donde da vida a Brígida Almonte. Al año siguiente participa en la telenovela de denuncia social Los hijos de nadie.
En teatro se ha destacado por su actuación en obras como ¡Ah, Soledad! (1980) de Eugene O'Neill, en donde actuó de nuevo junto a Demián Bichir; Crimen y castigo (1982) al lado de José Alonso; La casa de Bernarda Alba (1986) junto a Nati Mistral; y La Duda, junto a su abuela Magda Guzmán, en donde las dirigió su madre, Karina Duprez.
En 1998 interpreta su primer papel estelar y también su primer antagónico, como la hermanastra villana de Natalia Esperón en la telenovela de Lucero Suárez, Rencor apasionado.
A partir de aquí se aleja de la televisión por siete años, hasta 2005 cuando realiza una actuación especial en la telenovela de época Alborada producida por Carla Estrada, allí interpretó el papel de su abuela Magda Guzmán cuando joven. En 2009  regresa a la televisión llevando un estelar en la telenovela de Juan Osorio, Mi pecado. Allí interpretó a la fiel nana de la protagonista interpretada por Maite Perroni.
Al año siguiente vuelve a interpretar una villana en la telenovela Cuando me enamoro, producida por Carlos Moreno.
En 2012 retorna  a la televisión llevando un estelar en la telenovela de MaPat López de Zatarain, La mujer del Vendaval. Allí interpretó a la fiel tía de la protagonista interpretada por Ariadne Diaz.

## Filmografía

### Telenovelas
- Amor amargo (2024-2025) .... Alicia Sánchez[1]
- Fugitivas, en busca de la libertad (2024) .... La Piraña
- Vivir de amor (2024) …. Alma Trejo
- Perdona nuestros pecados (2023) ... Clemencia Estrada[2]
- S.O.S Me estoy enamorando (2021) .... Martha[3]
- Te doy la vida (2020) .... Rita
- Por amar sin ley (2018-2019) .... Sonia Reyes
- Tenías que ser tú (2018) .... Covadonga
- Enamorándome de Ramón (2017) .... Reyna
- La sombra del pasado (2014) …. Tere
- La mujer del Vendaval (2012-2013) .... Sagrario Aldama de Reyna
- Dos hogares (2011-2012) .... Aura
- Cuando me enamoro (2010-2011) .... Blanca Ocampo
- Mi pecado (2009) .... Delfina "Fina" Solís
- Alborada (2005) .... Sara de Oviedo (joven)
- Rencor apasionado (1998) .... Mariana Rangel
- Los hijos de nadie (1997) .... Yolanda
- La antorcha encendida (1996) .... Brígida Almonte
- Canción de amor (1996) .... Jessica
- Valeria y Maximiliano (1991-1992) .... Nydia Ramos
- Amor de nadie (1990-1991) .... Elisa Hernández
- El cristal empañado (1989) .... Luisa
- Dos vidas (1988) .... Eloísa
- Rosa salvaje (1987-1988) .... Angélica
- Cuna de lobos (1986-1987) .... Lucero Espejel
- Cicatrices del alma (1986-1987) .... Graciela
- Guadalupe (1984) .... Rosario "Chayo" Pereyra
- Amalia Batista (1983-1984) .... Iris
- Déjame vivir (1982) .... Mercedes

### Series de televisión
- Esta historia me suena (2023)[4]
- Lorenza (2018) .... Juana Guadarrama
- Como dice el dicho (2012-2017)
- La rosa de Guadalupe (2011-2017) .... Rosalba / Aurora / Mirta / Soledad (4 episodios)
- Mujer, casos de la vida real (1994-2001) (3 episodios)

### Teatro
- La Duda
- La casa de Bernarda Alba
- Crimen y castigo
- ¡Ah, Soledad!
- El soldadito de plomo